# 賈鵬芳
賈 鵬芳（ジャー・パンファン、Jia Peng fang、1958年4月 - ）は、中国・黒龍江省ジャムス市出身の二胡奏者。東京芸術大学修士課程修了、中国音楽家協会会員、中国二胡学会理事。兄は二胡演奏家の賈 鵬新（ジャー・パンシン、Jia Pengxin）。

## 概要
「中国中央民族楽団」のソリスト、コンサートマスターとして活動後、1988年に来日した。来日後は服部克久のアルバム制作やコンサートに参加、日本での活動を本格的に始めた。映画『LOVERS』『もののけ姫』や、テレビ『故宮』『漢詩紀行』などの音楽制作に参加する傍ら、パシフィックムーン・レコードでオリジナル・アルバムを制作。アルバムは自身でも作曲をこなし、世界各地で発売された。アメリカをはじめ、イタリアや韓国、台湾など世界的に演奏活動を行い、2010年には母国中国で凱旋公演を行った。二胡奏者としてNHK番組『トップランナー』にも出演。また星野源のヒット曲である『恋』にも参加している。

## ディスコグラフィー

### アルバム
- 『悠久の風景』（1998年）
- 『河  RIVER』（1999年）
- 『虹  RAINBOW』（2000年）
- 『遥  FARAWAY』（2001年）
- 『二胡  Erhu』（2002年）
- 『翔  Sho』（2003年）
- 『休日  HOLIDAY』（2006年）
- 『月光  MOONLIGHT』（2006年）
- 『夜想曲  NOCTURNE』（2007年）
- 『明天  TOMORROW』（2008年）
- 『朋友  FRIENDS』（2009年）
- 『Twilight』（2009年）
- 『四季  Seasons』（2011年）
- 『煌  GLITTER』（2014年）
- 『三国志組曲〜二胡とシンフォニック・オーケストラの出会い〜』（2015年、ユニバーサル・ミュージック）
- 『三国志組曲第二番〜二胡とシンフォニック・オーケストラで奏でる将軍伝説〜』（2016年、ユニバーサル・ミュージック）
- 『組曲 忠臣蔵 〜義よ永遠に〜』（2017年、ユニバーサル・ミュージック）
- 『こころふれあい〜二胡がさそう郷愁〜』（2016年、ユニバーサル・ミュージック）
- 『こころふれあいⅡ〜二胡が奏でる恋の歌〜』（2017年、ユニバーサル・ミュージック）
- 『こころふれあいⅢ〜二胡で旅する世界の航路〜』（2018年、ユニバーサル・ミュージック）
- 『こころふれあい Ⅳ〜二胡が奏でる和の心〜』（2019年、ユニバーサル・ミュージック）
- 『こころふれあい Ⅴ〜二胡で紡ぐ愛の旋律〜』（2021年、ユニバーサル・ミュージック）
- 『JASMINE〜茉莉花』（2018年、天華音楽）

### DVD
- 『二胡よ世界へ〜ジャー・パンファン来日15周年記念コンサート』（2004年、ヤマハミュージック）
- 『ジャー・パンファン浪漫コンサート at スイートベイジル』（2004年、パシフィック・ムーン）
- 『"Memories" at 東京国際フォーラム 来日20周年記念コンサート』（2008年、パシフィック・ムーン）
- 『三国志組曲〜二胡とシンフォニック・オーケストラコンサート in いずみホール』（2018年、ユニバーサル・ミュージック）
- 『組曲忠臣蔵〜義よ永遠に〜 東大寺コンサート祈りと希望の夕べ』（2021年、ユニバーサル・ミュージック）
- 『三国志組曲 at 大本山 増上寺』（2022年、ユニバーサル・ミュージック）
- 『ジャー・パンファン コンサート 〜円熟のトリオがいざなう煌めきの一夜』（2022年、天華音楽）

## 著作
- 『賈鵬芳の二胡教本〜入門から極意まで』（ヤマハ）
- 『二胡を極めよう シリーズ』第１集〜第６集（ヤマハ）
- 『ぜったいうまくなる！二胡100のコツ』
- 『ジャーパンファン 河・虹 CDマッチング曲集』（ヤマハ、廃盤）
- 『賈鵬芳の二胡レパートリー』（ヤマハ）
- 『賈鵬芳セレクション 二胡で奏でる スタジオジブリ』（ヤマハ）
- 『賈鵬芳セレクション 二胡で奏でる クラシック』（ヤマハ）
- 『賈鵬芳セレクション 二胡で奏でる ディズニー』（ヤマハ）
- 『賈鵬芳セレクション 二胡で奏でる シネマミュージック』（ヤマハ、廃盤）
- 『賈鵬芳セレクション 二胡で奏でる 歌謡曲』（ヤマハ）
- 『賈鵬芳セレクション 二胡で奏でる 日本の四季』（ヤマハ）
- 『賈鵬芳セレクション 二胡で奏でる 世界の名曲』（ヤマハ）
- 『賈鵬芳セレクション 二胡で奏でる TVテーマ』（ヤマハ）
- 『賈鵬芳セレクション 二胡で奏でる フォーク＆ニューミュージック』（ヤマハ）
- 『賈鵬芳セレクション 二胡で奏でる 懐かしの昭和メロディー』（ヤマハ）
- 『賈鵬芳セレクション 二胡で奏でる 心に響くイベントレパートリー』（ヤマハ）
- 『賈鵬芳セレクション 二胡で奏でる 心にのこる洋楽スタンダード』（ヤマハ）
- 『賈鵬芳セレクションspecial〜楽しく弾ける やさしい二胡レパートリー』（ヤマハ）
- 『賈鵬芳セレクションspecial〜ハモって楽しい 二胡で奏でる名曲レパートリー』（ヤマハ）

## テレビ出演
- NHK『トップランナー』出演（第256回）
- NHK『中国語講座』
- テレビ朝日『題名のない音楽会』
- 読売テレビ『ウェークアップ！ぷらす』
- BS11『Net's Professionals〜ハートフルメッセージ』レギュラー（2012〜2014年放送／全92回）
- BS-TBS『こころふれあい紀行〜音と匠の旅』レギュラー（2014〜2018／全232回）
- KBS京都『京都 奏での移ろい』レギュラー（2018年／全5回）※BS11でも放送
- 三重テレビ『まち 音物語』レギュラー（2022年／全10回）
- BS-TBS 『こころめぐり逢い 二胡と匠の旅』レギュラー（2022年〜放送中）

## レコーディング参加
- 日経CNBC番組テーマ曲
- 映画『LOVERS』
- NHK『故宮』
- CM（JR東海、サントリー、味の素、カネボウ、富士ゼロックス（本人出演）ほか
- TV（「一弦の琴」「風の盆から」「漢詩紀行」「名曲アルバム」「NHKスペシャル 故宮」「NHKスペシャル 日本人はるかな旅」「ウェークアップ！ぷらす」日経CNBC番組テーマ曲）ほか
- 映画（「LOVERS（チャン・イーモウ監督）」「非情城市」「BALLAD〜名もなき恋のうた」「本能寺ホテル」
- ゲーム（「シェンムー」「天涯明月刀」「十三支演義」）ほか
- アルバム参加、共演等（服部克久・服部隆之・渡辺俊幸・久石譲・梁邦彦・佐藤直紀・吉田潔・藤原道山・古武道・森友嵐士・野沢雅子・小柳ゆき・桑山哲也・ゴンチチ・宗次郎・サーカス・佐藤竹善・東儀秀樹・星野源・五木ひろし・鈴木雅之・大黒摩季・中島みゆき）ほか多数
- アニメ（「もののけ姫（イメージアルバム）」「三国志」「十二国記」「彩雲国物語」「真・中華一番！」「覇穹 封神演義」）ほか